# Caryophyllia foresti
Espèce
Statut CITES
Caryophyllia foresti est une espèce de coraux appartenant à la famille des Caryophylliidae.